# SITC International
SITC International Holdings Company Limited — китайская транспортная и логистическая компания, основные интересы которой сосредоточены в сфере судоходства (контейнеры и сыпучие грузы), логистических услуг (экспедирование грузов, таможенное оформление, брокерские услуги) и лизинга судов. Вторая по величине контейнерная судоходная компания страны, после China COSCO Shipping, и 17-я мира. Штаб-квартира расположена в Гонконге. 

## История
Компания Shandong International Transportation Corporation (SITC) была основана в мае 1991 года в Циндао. В мае 1992 года был куплен первый контейнеровоз и запущена первая линия в Японию. В октябре 1992 года стартовал складской бизнес компании. В январе 1994 года была запущена первая линия в Корею. В декабре 1995 года была основана дочерняя компания в Японии. В декабре 2002 года было основано совместное предприятие с компаниями Damco, Itochu и Tsingtao Brewery.
В 2003 году SITC основала международный логистический и промышленный парк в портовом районе Цяньвань (Циндао). В июне 2004 года компания запустила линию в Юго-Восточную Азию. В 2009 году SITC основала дочерние судоходные компании во Вьетнаме, Таиланде и на Филиппинах. В 2010 году акции SITC были зарегистрированы на Гонконгской фондовой бирже.
В 2011 году SITC учредила совместное предприятие с компанией APL по управлению контейнерным терминалом в порту Циндао, в 2012 году открыла отделение в Сингапуре. В 2013 году SITC основала логистическую компанию в Хошимине, купила пять грузовых компаний и создала девять новых транспортных агентств в Китае, Вьетнаме, Индонезии и Камбодже.
В 2014 году SITC приобрела акции двух логистических компаний в Тяньцзине и Циндао, в 2015 году открыла два складских комплекса в портах Таиланда, в 2016 году открыла складской комплекс в Нинбо. В 2018 году SITC заключила стратегическое партнёрство с портом Гуанчжоу (терминал в районе Наньша), открыла складские комплексы в портах Далянь и Хошимин; в 2019 году создала в ЮАР совместное логистическое предприятие с Hisense и израильской компанией EXIT.
В 2020 году SITC открыла скоростные линии Циндао — Сингапур и Тяньцзинь — Хошимин — Бинтулу, складской комплекс в Джакарте и железнодорожный маршрут перевозки контейнеров в Западный Китай. В 2021 году SITC основала логистические компании в Сямыне и Сурабае, открыла складской комплекс в Семаранге и железнодорожно-морской контейнерный маршрут Вьетнам — Гуанчжоу — Европа. В 2022 году SITC основала складскую компанию в Малайзии и компанию электронной торговли SITC E-commerce, открыла железнодорожно-морской контейнерный маршрут Европа — Далянь — Япония.

## Деятельность

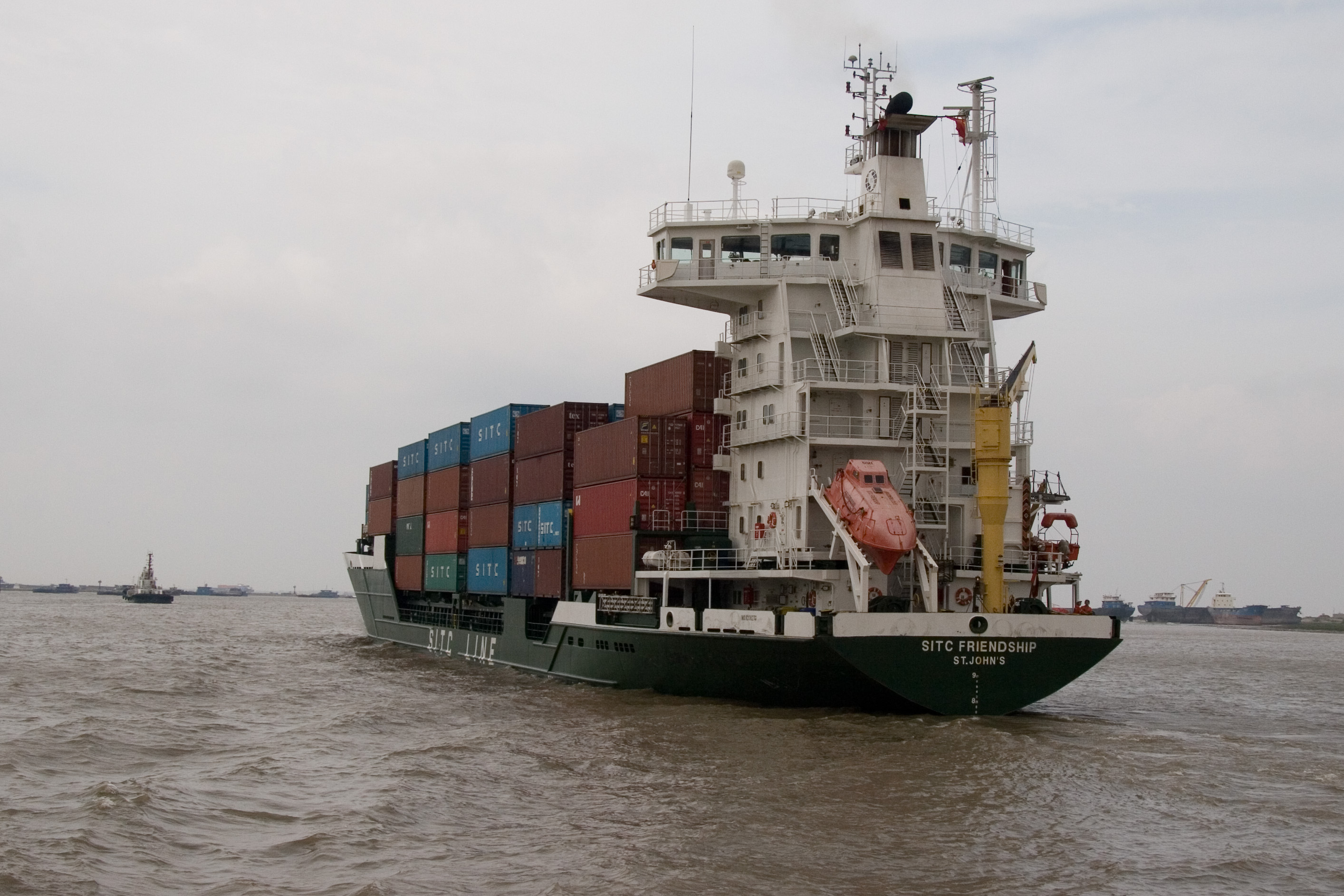
Контейнеровоз SITC Friendship на реке Хуанпу

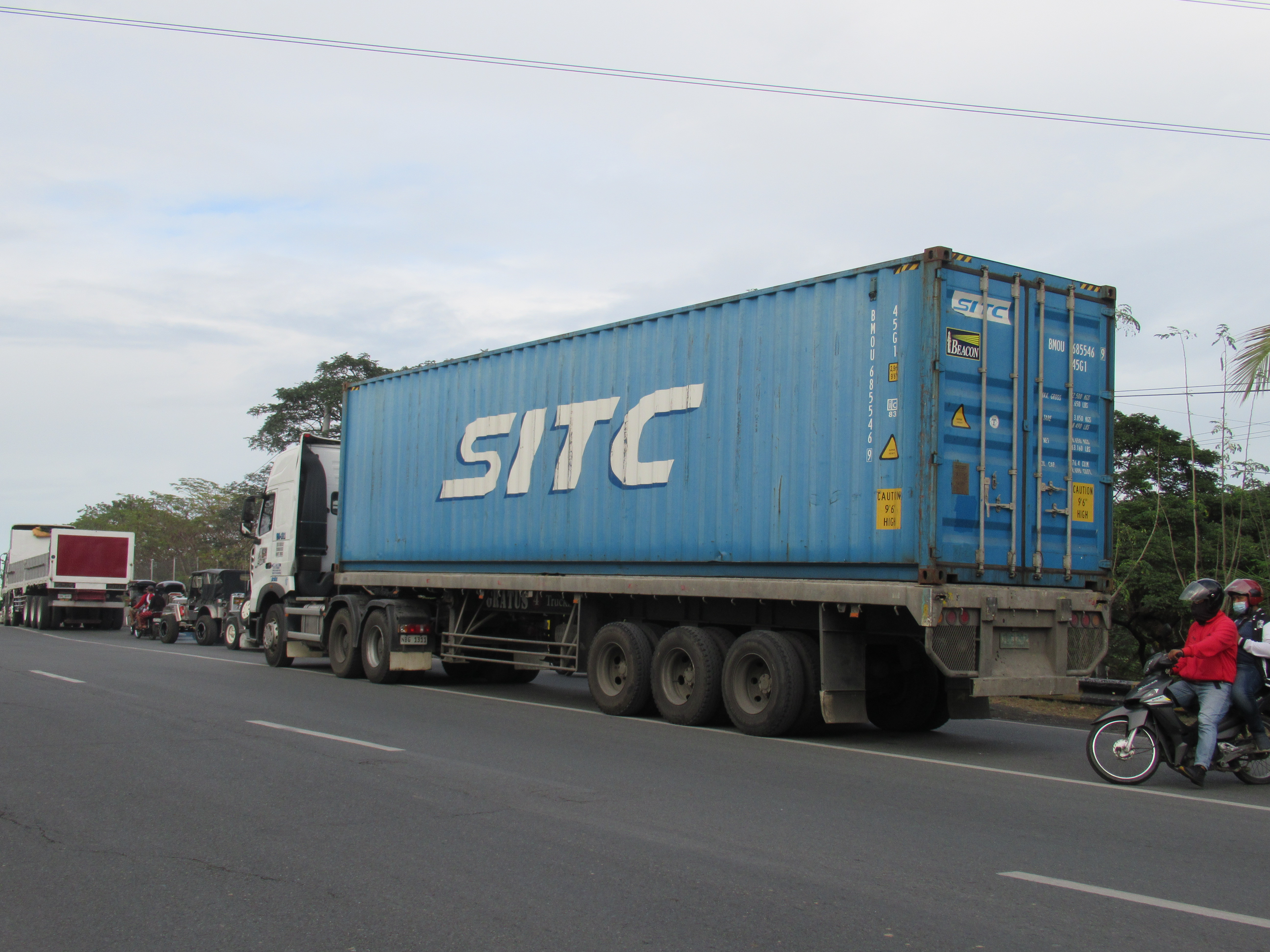
Перевозка контейнера SITC на Филиппинах

SITC International занимается международными контейнерными перевозками (в 2021 году — 3,14 млн TEU), управлением судами, брокерскими услугами, складским хозяйством. По состоянию на июнь 2022 года компания эксплуатировала 97 судов, в том числе 74 собственных, и обслуживала 77 маршрутов в порты материкового Китая, Гонконга, Японии, Южной Кореи, Тайваня, Вьетнама, Таиланда, Филиппин, Камбоджи, Индонезии, Сингапура, Брунея, Малайзии, Мьянмы, Бангладеш, ЮАР и России.
Логистические центры и склады SITC International расположены в городах Далянь, Тяньцзинь, Циндао, Шанхай, Нинбо и Сямынь (Китай), Хайфон и Хошимин (Вьетнам), Бангкок и Чонбури (Таиланд), Джакарта, Сурабая и Семаранг (Индонезия), Кейптаун и Йоханнесбург (ЮАР).
SITC Logistics тесно сотрудничает с международными компаниями A.P. Moller-Maersk Group / Damco Logistics, Tsingtao Brewery, Hisense и Singamas.
По итогам 2021 года 99 % выручки компании пришлось на контейнерные перевозки, 1 % — на сухие грузы; основной объём контейнерных перевозок SITC International пришёлся на Китай (47 %), за которым следовали Юго-Восточная Азия (29,8 %) и Япония (19,2 %).

## Акционеры
Основными акционерами SITC International являются семья Ян Шаопэна (51,3 %), BlackRock Fund Advisors (1,28 %), The Vanguard Group (1,16 %), Norges Bank Investment Management (0,77 %), Goldman Sachs Asset Management (0,69 %) и Fidelity Management & Research (0,59 %).